# Folkungasagan
Folkungasagan är en pjäs av August Strindberg från 1899. Pjäsen hör till Strindbergs historiska dramer och är ett sorgespel om den svenske kungen Magnus Eriksson.
I pjäsen framställs Magnus Eriksson som syndabock för blodsdådet mot Magnus Birgersson, vilket skedde när Magnus Eriksson var fyra år. Teaterkritiker har framhävt beskrivningen av medeltiden och dess människor.

## Teateruppsättningar

### Uruppförande
Uruppförandet 1901 på Svenska teatern i Stockholm i regi av Karl Hedberg uppskattades av publik och recensenter. Då hade Gustav Vasa och Erik XIV redan uppförts.

### Andra uppsättningar i urval
- 1937, Dramaten, regi: Olof Molander
- 1975, Dramaten, regi: Lars Göran Carlsson